# Clemensia remida
Clemensia remida là một loài bướm đêm thuộc phân họ Arctiinae, họ Erebidae.